# Paul McShane
Paul David McShane (Kilpeddar, República de Irlanda, 6 de enero de 1986) es un exfutbolista irlandés que jugaba de defensa. Desde julio de 2021 ejerce laborales de entrenador en las categorías inferiores del Manchester United F. C.

## Selección nacional
Fue internacional con la selección de fútbol de Irlanda en 33 ocasiones. Formó parte del equipo que participó en la Eurocopa 2012.

### Participaciones en Eurocopas
| Copa          | Sede              | Resultado    | Partidos | Goles |
| ------------- | ----------------- | ------------ | -------- | ----- |
| Eurocopa 2012 | Polonia · Ucrania | Primera fase | 0        | 0     |

## Clubes
| Club                                  | País       | Año       |
| ------------------------------------- | ---------- | --------- |
| Walsall F. C. (cedido)                | Inglaterra | 2004-2005 |
| Brighton & Hove Albion F. C. (cedido) | Inglaterra | 2005-2006 |
| West Bromwich Albion F. C.            | Inglaterra | 2006-2007 |
| Sunderland A. F. C.                   | Inglaterra | 2007-2009 |
| Hull City A. F. C. (cedido)           | Inglaterra | 2008-2009 |
| Hull City A. F. C.                    | Inglaterra | 2009-2015 |
| Barnsley F. C. (cedido)               | Inglaterra | 2011      |
| Crystal Palace F. C. (cedido)         | Inglaterra | 2012      |
| Reading F. C.                         | Inglaterra | 2015-2019 |
| Rochdale A. F. C.                     | Inglaterra | 2019-2021 |
| Manchester United F. C. sub-23        | Inglaterra | 2021-2022 |